# Ястребки (Кировский район)
Ястребки́ (до 1945 года Челеби́-Эли́; укр. Яструбки, крымскотат. Çelebi Eli, Челеби Эли) — исчезнувшее село в Кировском районе Республики Крым, включённое в состав Льговского. Фактически, располагалось за северной окраиной села, на другом берегу Мокрого Индола.

## История
Первое документальное упоминание села встречается в Камеральном Описании Крыма… 1784 года, судя по которому, в последний период Крымского ханства Челеби Эли входил в Ширинский кадылык Кефинского каймаканства.
После присоединения Крыма к России (8) 19 апреля 1783 года, (8) 19 февраля 1784 года, именным указом Екатерины II сенату, на территории бывшего Крымского Ханства была образована Таврическая область и деревня была приписана к Левкопольскому, а после ликвидации в 1787 году Левкопольского — к Феодосийскому уезду Таврической области. После Павловских реформ, с 1796 по 1802 год, входила в Акмечетский уезд Новороссийской губернии. По новому административному делению, после создания 8 (20) октября 1802 года Таврической губернии, Челеби-Эли был включён в состав Байрачской волости Феодосийского уезда.
По Ведомости о числе селений, названиях оных, в них дворов… состоящих в Феодосийском уезде от 14 октября 1805 года , в деревне Челеби-Эли числилось 17 дворов и 119 жителей крымских татар. На военно-топографической карте генерал-майора Мухина 1817 года деревня Челебиели обозначена с 16 дворами. После реформы волостного деления 1829 года Челеби Эли, согласно «Ведомости о казённых волостях Таврической губернии 1829 года», отнесли к Учкуйской волости (переименованной из Байрачской). На карте 1836 года в деревне 11 дворов. Затем, видимо, вследствие эмиграции крымских татар в Турцию, деревня опустела и на карте 1842 года Челеби-эли обозначен условным знаком «малая деревня», то есть, менее 5 дворов.
В 1860-х годах, после земской реформы Александра II, деревню приписали к Салынской волости. Согласно «Списку населённых мест Таврической губернии по сведениям 1864 года», составленному по результатам VIII ревизии 1864 года, Челеби-Эли — владельческая русская и татарская деревня с 10 дворами, 49 жителями и мечетью при речке Мокром Эндоле. По обследованиям профессора А. Н. Козловского начала 1860-х годов, в селении «…имелась пресная вода в изобилии из горных родников и ручьёв». На трёхверстовой карте Шуберта 1865—1876 года в деревне Челеби-Эли обозначено 6 дворов, по «Памятной книге Таврической губернии 1889 года», по результатам Х ревизии 1887 года, в деревне Челеби-Эли числилось уже 45 дворов и 242 жителя.
После земской реформы 1890-х годов деревню приписали к Цюрихтальской волости. По «…Памятной книжке Таврической губернии на 1892 год» в Челеби-Эли, входившем в Цюрихтальское сельское общество, числилось 173 жителя в 38 домохозяйствах. По «…Памятной книжке Таврической губернии на 1900 год» в деревне Челеби-Эли числилось 226 жителей в 42 дворах. По Статистическому справочнику Таврической губернии. Ч.II-я. Статистический очерк, выпуск пятый Феодосийский уезд, 1915 год, в Цюрихтальской волости Феодосийского уезда числились хутор Челеби-Эли (Китаевых А. и С.) и одноимённое имение Шель Н. В., оба с 1 двором без населения
После установления в Крыму Советской власти, по постановлению Крымревкома от 8 января 1921 года была упразднена волостная система и село вошло в состав вновь созданного Владиславовского района Феодосийского уезда, а в 1922 году уезды получили название округов. 11 октября 1923 года, согласно постановлению ВЦИК, в административное деление Крымской АССР были внесены изменения, в результате которых округа ликвидировались и Владиславовский район стал самостоятельной административной единицей. Декретом ВЦИК от 04 сентября 1924 года «Об упразднении некоторых районов Автономной Крымской С. С. Р.» в октябре 1924 года район был преобразован в Феодосийский и село включили в его состав. Согласно Списку населённых пунктов Крымской АССР по Всесоюзной переписи 17 декабря 1926 года, в селе Челеби-Эли, центре Челеби-Элинского сельсовета Феодосийского района, числилось 62 двора, из них 58 крестьянских, население составляло 268 человек, из них 214 татар, 14 болгар, 13 армян, 11 русских, 10 крымских цыган, 3 записаны в графе «прочие», действовала татарская школа I ступени (пятилетка). Постановлением ВЦИК «О реорганизации сети районов Крымской АССР» от 30 октября 1930 года из Феодосийского района был выделен (воссоздан) Старо-Крымский район (по другим сведениям 15 сентября 1931 года) и село включили в его состав. По данным всесоюзной переписи населения 1939 года в селе проживало 322 человека.
В 1944 году, после освобождения Крыма от фашистов, согласно постановлению ГКО № 5859 от 11 мая 1944 года, 18 мая крымские татары были депортированы в Среднюю Азию. 12 августа 1944 года было принято постановление № ГОКО-6372с «О переселении колхозников в районы Крыма» и в сентябре того же года в село приехали первые переселенцы, 1268 семей, из Курской, Тамбовской и Ростовской областей, а в начале 1950-х годов последовала вторая волна переселенцев. С 1954 года местами наиболее массового набора населения стали различные области Украины. Указом Президиума Верховного Совета РСФСР от 21 августа 1945 года Челеби-Эли был переименован в Ястребки и Челеби-Элинский сельсовет — в Ястребковский. С 25 июня 1946 года селение в составе Крымской области РСФСР, а 26 апреля 1954 года Крымская область была передана из состава РСФСР в состав УССР. К 1960 году (поскольку в «Справочнике административно-территориального деления Крымской области на 15 июня 1960 года» селение уже не значилось) был упразднён Ястребковский сельсовет, а само село присоединили к Льговскому (согласно справочнику «Крымская область. Административно-территориальное деление на 1 января 1968 года» — в период с 1954 по 1968 годы).

### Динамика численности населения
| - 1805 год — 119 чел. - 1864 год — 49 чел. - 1889 год — 242 чел. - 1892 год — 173 чел. | - 1900 год — 226 чел. - 1915 год — 0 чел. - 1926 год — 268 чел. - 1939 год — 322 чел. |